# Tratado de Navegação do Douro
O Tratado de Navegação do Douro foi um convénio assinado entre os governos Portugal e de Espanha, a 31 de Agosto de 1835, visando a livre navegação do Douro e a criação de um regime aduaneiro favorável ao comércio que se realizasse usando os portos daquele rio. Incluía a isenção de direitos alfandegários para as mercadorias que seguissem pelo Douro para Espanha. O tratado previa a formação de uma comissão mista que elaboraria o regulamento da dita navegação, o que efectivamente aconteceu no ano seguinte, mas os governo português não lhe deu execução, o que levou a um ultimato espanhol, assinado pelo regente Baldomero Espartero, que incluía a ameaça de ocupação militar da cidade do Porto. O assunto acabou por se resolver pacificamente por mediação britânica, tendo Portugal cedido às exigências.

## Contexto
O processo que levaria à assinatura do Tratado de Navegação do Douro iniciou-se m 1821, por iniciativa do Ministro dos Negócios Estrangeiros Espanhol. A posição portuguesa ao longo do processo negocial esteve sempre eivada de proteccionismo, o que fez com que a regulamentação do Tratado demorasse até Maio de 1840, e ainda assim, o governo português se tenha protelado a sua aplicação.
Após um ultimato espanhol, o acordo foi finalmente aplicado, mas os seus resultados foram decepcionantes. Apesar de ferido de incongruências várias, o Tratado manteve-se em vigor até à assinatura da Convenção Luso-Espanhola de 1866, que, ao regular o trânsito ferroviário, provocou algumas redefinições no fluvial.

## O ultimato espanhol
Face às dificuldades em abdicar das receitas aduaneiras, o governo português pôs dúvidas à execução do Tratado, com múltiplas explicações, trocas de notas, adiando constantemente a sua entrada em aplicação. A instabilidade governativa levou a diversas substituições ministeriais, protelando constantemente a resolução do assunto. Seguiram-se adiamentos da discussão, reconsiderações de novos governos e exigências repetidas de novas concessões, o que ainda mais atrasou a ratificação da convenção.
Descontente com o andamento do processo, a 2 de Dezembro de 1840, o governo espanhol intimou o governo português emitindo um ultimatum no qual anunciava que se dentro de vinte cinco dias não recebesse notícia de ter o governo português mandado pôr em execução o regulamento acordado mandaria marchar o Duque de Victoria, à frente de 50 000 homens, sobre a cidade do Porto. O exército espanhol permaneceria na cidade do Porto, à custa de Portugal, para fazer executar o Tratado pela força.
Alarmado com a eminência da invasão, o governo português ordenou preparativos para a defesa do País, chamando às fileiras do Exército todas as tropas que desmobilizara após o fim da Guerra Civil. Entretanto solicitou a intervenção e apoio da Grã-Bretanha, invocando a aliança entre ambos os países.
Em Janeiro de 1841 o governo português anunciou que ia submeter ao Parlamento o regulamento disputado. Entretanto, os bons ofícios e a intervenção diplomática da Grã-Bretanha fizeram com que o governo de Madrid retirasse a sua nota ofensiva e desse satisfações em relação a uma frase considerada ofensiva do pundonor nacional português. A convenção foi aprovada no Parlamento, pondo termo à pendência de modo digno e cordato, apesar da oposição dos jornais e de parte importante da opinião pública que viu no processo uma humilhante cedência.